# کولیک تپه
کولیک تپه مربوط به دوره ساسانیان -قرون اولیه دوران‌های تاریخی پس از اسلام است و در شهرستان خدابنده، بخش مرکزی، روستای هیر آباد واقع شده و این اثر در تاریخ ۱۴ مرداد ۱۳۸۲ با شمارهٔ ثبت ۹۴۶۱ به‌عنوان یکی از آثار ملی ایران به ثبت رسیده است.